# جمع الشمل (فلم)
جمع الشمل (بالإنجليزية: The Round Up) هو فيلم دراما تم إنتاجه في فرنسا وصدر في سنة 2010. من بطولة ميلاني لوران وجان رينو.

## الميزانية والإيرادات
بلغت تكلفة إنتاج الفيلم حوالي € 20 مليون يورو بينما حقق أرباحا تقدر بـ € 45,304,002 يورو.

## وصلات خارجية
- مقالات تستعمل روابط فنية بلا صلة مع ويكي بيانات